# La Baronia de Rialb
La Baronia de Rialb – gmina w Hiszpanii, w prowincji Lleida, w Katalonii, o powierzchni 144,24 km². W 2011 roku gmina liczyła 255 mieszkańców.